# هيكتور فاكوندو
هيكتور فاكوندو (بالإسبانية: Héctor Facundo)‏ (2 نوفمبر 1937 ببوينس آيرس في الأرجنتين - 13 نوفمبر 2009 في الأرجنتين) هو لاعب كرة قدم أرجنتيني في مركز الهجوم، شارك في كأس العالم 1962. وشارك مع منتخب الأرجنتين لكرة القدم. أما مع النوادي، فقد لعب مع نادي راسينغ ونادي سان لورينزو وهوراكان.

## وصلات خارجية
- هيكتور فاكوندو على موقع الاتحاد الدولي (مؤرشف)  (الإنجليزية)
- هيكتور فاكوندو على موقع قاعدة بيانات كرة القدم.إي يو (الإنجليزية)
- هيكتور فاكوندو على موقع ناشيونال فوتبول تيمز (الإنجليزية)
- هيكتور فاكوندو على موقع عالم كرة القدم.نت (الإنجليزية)